# Шепіт і крик
«Крик і шепіт» (швед. Viskningar och rop) — художній фільм режисера Інґмара Берґмана, який завоював безліч нагород на різних міжнародних кінофестивалях.

## Сюжет
Дія відбувається у великому маєтку в присутності трьох сестер — Агнес, Карін і Марії. Агнес дуже хвора, віддана служниця Анна доглядає за нею і морально її підтримує. Багаторічні напружені відносини між цими чотирма жінками лежать в основі сюжету.
Агнес хвора на рак, протягом усього фільму вона згадує епізоди дитинства. Мати, яку Агнес так любила все своє життя, за сюжетом фільму не надто до неї прихильна. Радше мати була прихильніша до Марії, ніж до Карін і Агнес. Схоже, Агнес це завжди відчувала.
Сестри по черзі згадують своє безтурботне і дивовижне дитинство, про те, як вони грали, розважалися, сміялися. У дитинстві все інакше. А зараз вони підсвідомо ненавидять одна одну. Єдиною відданою людиною в їх сім'ї залишається служниця Анна, яка, окрім виконання своїх обов'язків, піклується про Агнес. Анна, що сама втратила маленьку дочку, чинить все з любов'ю, просто і по-людськи, а не як звичайна покоївка.
Кожна з сестер по-своєму нещасна. Карін — жорстка; розчарувавшись у людській щирості й почуттях, вона висловлює страх, недовіру до проявів ніжності та відгороджується від усіх. Марія — весела і легковажна, вона вміло приховує природну байдужість до всього ввічливим співчуттям і привітністю. Щоб приховати внутрішню порожнечу, Марія з ентузіазмом виконує моральні й етичні обряди стосовно сестер.
Після довгих мук Агнес вмирає, очі закриває їй служниця Анна. Марія в цей момент плаче, а на обличчі Карін спостерігається щось схоже на співчуття, але разом з тим — і радість.
Прикінцева сцена фільму супроводжується чудовою музикою Баха і Шопена, що звучить поспіль. Коли сестри у компанії чоловіків сидять у вітальні перед тим, як виїхати, всі четверо вирішують відпустити наймичку Анну і пропонують їй взяти на згадку якусь дрібницю з речей своєї улюбленої господині. Анна ж категорично відмовляється.
Наприкінці картини Анна запалює свічку. Діставши щоденник Агнес, узятий потай на пам'ять, вона читає… На екрані відтворюється епізод із життя сестер — як вони утрьох зі служницею безтурботно гуляли в парку, гойдалися на улюблених гойдалках, сміялися і були щасливі. Попри те, що Агнес вже була хвора, вона насолоджується тими митями безхмарного щастя, які дозволили їй відчути себе в близькості до рідних та близьких їй людей. Мабуть, це були останні хвилини, коли вона була по-справжньому щаслива. І її смерть лише оголила драматичність і болючість взаємин жінок цього дому.
«Так змовкають шепоти й крики». (І. Бергман)

## У ролях
- Гаррієт Андерссон — Агнес
- Карі Сюльван — Анна
- Інгрід Тулін — Карін
- Лів Ульман — Марія
- Ерланд Юсефсон — Давид, доктор
- Андерс Ек — Тесак, священник

## Нагороди та номінації
Фільм зібрав колекцію з 20 перемог і 7 номінацій на різних кінофестивалях, серед яких:

### Нагороди
- 1974 — Премія «Оскар»
  - Найкраща операторська робота — Свен Нюквіст
- 1973 — Каннський кінофестиваль
  - Технічний Гран-прі — Інгмар Бергман
- 1974 — Премія «Давид ді Донателло»
  - Найкращий режисер іноземного фільму — Інгмар Бергман
  - Спеціальний Давид — Харієт Андерсон, Інгрід Тулін, Карі Сюльван, Лів Ульман
- 1973 — Премія Національної ради кінокритиків США
  - Найкращий режисер — Інгмар Бергман
  - Найкращий фільм іноземною мовою
- 1973 — Премія Національного товариства кінокритиків США
  - Краща операторська робота — Свен Нюквіст
  - Найкращий сценарій — Інгмар Бергман

### Номінації
- 1974 — Премія «Оскар»
  - Найкращий дизайн костюмів — Марік Вос-Лунд
  - Найкращий режисер Інгмар Бергман
  - Найкращий фільм — Інгмар Бергман
  - Найкращий сценарій — Інгмар Бергман
- 1974 — Премія BAFTA
  - Найкраща операторська робота — Свен Нюквист
  - Найкраща актриса — Інгрід Тулін
- 1973 — Премія «Золотий глобус»
  - Найкращий фільм іноземною мовою